# Bishopwearmouth
Bishopwearmouth est un quartier de Sunderland, ville du Nord-Est de l'Angleterre.

## Histoire
Bishopwearmouth et sa paroisse furent fondées en 930, lorsque le roi anglais Æthelstan accorda ces terres à l'évêque de Durham. Sur l'autre rive de la Wear, Monkwearmouth avait été fondée 250 ans plus tôt. 
À l'origine, Sunderland, petit port de pêche à l'embouchure de la Wear, n'était qu'une partie de la paroisse de Bishopwearmouth. Devenant plus important, il s'en détache en 1719 et finit par absorber Bishopwearmouth.

## Personnalités liées
- Le général Henry Havelock est né à Bishopwearmouth le 5 avril 1795.
- Joseph Swan, inventeur de la lampe à incandescence, est né à Bishopwearmouth le 31 octobre 1828.
- Martini Maccomo (1835-1871), dompteur de lions, est enterré au cimetière de Bishopwearmouth.
- Thomas Thornville Cooper (1839-1878), explorateur, y est né.